# Jacques Deckousshoud
Jacques Deckousshoud (12 maggio 1964) è un ex calciatore gabonese, di ruolo portiere.

## Carriera

### Nazionale
Ha debuttato in Nazionale il 7 novembre 1993, nell'amichevole Gabon-Malta (1-2). Ha partecipato, con la Nazionale, alla Coppa d'Africa 1996 e alla Coppa d'Africa 2000. Ha collezionato in totale, con la maglia della Nazionale, 25 presenze e 30 reti subite.

## Statistiche

### Cronologia presenze e reti in Nazionale
| Cronologia completa delle presenze e delle reti in nazionale ― Gabon | Cronologia completa delle presenze e delle reti in nazionale ― Gabon | Cronologia completa delle presenze e delle reti in nazionale ― Gabon | Cronologia completa delle presenze e delle reti in nazionale ― Gabon | Cronologia completa delle presenze e delle reti in nazionale ― Gabon | Cronologia completa delle presenze e delle reti in nazionale ― Gabon | Cronologia completa delle presenze e delle reti in nazionale ― Gabon | Cronologia completa delle presenze e delle reti in nazionale ― Gabon |
| Data                                                                 | Città                                                                | In casa                                                              | Risultato                                                            | Ospiti                                                               | Competizione                                                         | Reti                                                                 | Note                                                                 |
| -------------------------------------------------------------------- | -------------------------------------------------------------------- | -------------------------------------------------------------------- | -------------------------------------------------------------------- | -------------------------------------------------------------------- | -------------------------------------------------------------------- | -------------------------------------------------------------------- | -------------------------------------------------------------------- |
| 07-11-1993                                                           | Tunisi                                                               | Gabon                                                                | 1 – 2                                                                | Malta                                                                | Amichevole                                                           | -2                                                                   | 61’                                                                  |
| 13-11-1994                                                           | Libreville                                                           | Gabon                                                                | 3 – 0                                                                | Mauritius                                                            | Qual. Coppa d'Africa 1996                                            | -                                                                    |                                                                      |
| 20-11-1994                                                           | Libreville                                                           | Gabon                                                                | 2 – 1                                                                | Zambia                                                               | Qual. Coppa d'Africa 1996                                            | -1                                                                   |                                                                      |
| 26-11-1995                                                           | Libreville                                                           | Gabon                                                                | 1 – 2                                                                | Camerun                                                              | Amichevole                                                           | -2                                                                   |                                                                      |
| 26-05-1996                                                           | Libreville                                                           | Gabon                                                                | 0 – 1                                                                | Costa d'Avorio                                                       | Amichevole                                                           | -1                                                                   |                                                                      |
| 02-06-1996                                                           | Lobamba                                                              | eSwatini                                                             | 0 – 1                                                                | Gabon                                                                | Qual. Mondiali 1998                                                  | -                                                                    |                                                                      |
| 20-12-1996                                                           | Cotonou                                                              | Burkina Faso                                                         | 1 – 1                                                                | Gabon                                                                | Amichevole                                                           | -1                                                                   |                                                                      |
| 22-12-1996                                                           | Cotonou                                                              | Benin                                                                | 3 – 3                                                                | Gabon                                                                | Amichevole                                                           | -3                                                                   |                                                                      |
| 25-12-1996                                                           | Cotonou                                                              | Ghana                                                                | 1 – 1                                                                | Gabon                                                                | Amichevole                                                           | -1                                                                   |                                                                      |
| 11-01-1997                                                           | Freetown                                                             | Sierra Leone                                                         | 1 – 0                                                                | Gabon                                                                | Qual. Mondiali 1998                                                  | -1                                                                   |                                                                      |
| 25-01-1997                                                           | Kasarani                                                             | Kenya                                                                | 1 – 0                                                                | Gabon                                                                | Qual. Coppa d'Africa 1998                                            | -1                                                                   |                                                                      |
| 22-02-1997                                                           | Windhoek                                                             | Namibia                                                              | 1 – 1                                                                | Gabon                                                                | Qual. Coppa d'Africa 1998                                            | -                                                                    | 85’                                                                  |
| 22-06-1997                                                           | Yaoundé                                                              | Camerun                                                              | 2 – 2                                                                | Gabon                                                                | Qual. Coppa d'Africa 1998                                            | -2                                                                   |                                                                      |
| 13-07-1997                                                           | Libreville                                                           | Gabon                                                                | 1 – 0                                                                | Kenya                                                                | Qual. Coppa d'Africa 1998                                            | -                                                                    |                                                                      |
| 27-07-1997                                                           | Libreville                                                           | Gabon                                                                | 1 – 1                                                                | Namibia                                                              | Qual. Coppa d'Africa 1998                                            | -1                                                                   |                                                                      |
| 02-08-1998                                                           | Munenga                                                              | Guinea Equatoriale                                                   | 0 – 2                                                                | Gabon                                                                | Qual. Coppa d'Africa 2000                                            | -                                                                    |                                                                      |
| 16-08-1998                                                           | Libreville                                                           | Gabon                                                                | 3 – 0                                                                | Guinea Equatoriale                                                   | Qual. Coppa d'Africa 2000                                            | -                                                                    |                                                                      |
| 04-10-1998                                                           | Libreville                                                           | Gabon                                                                | 2 – 0                                                                | Mauritius                                                            | Qual. Coppa d'Africa 2000                                            | -                                                                    |                                                                      |
| 24-01-1999                                                           | Luanda                                                               | Angola                                                               | 3 – 1                                                                | Gabon                                                                | Qual. Coppa d'Africa 2000                                            | -3                                                                   |                                                                      |
| 27-02-1999                                                           | Mabopane                                                             | Sudafrica                                                            | 4 – 1                                                                | Gabon                                                                | Qual. Coppa d'Africa 2000                                            | -4                                                                   |                                                                      |
| 10-04-1999                                                           | Libreville                                                           | Gabon                                                                | 1 – 0                                                                | Sudafrica                                                            | Qual. Coppa d'Africa 2000                                            | -                                                                    |                                                                      |
| 06-06-1999                                                           | Libreville                                                           | Gabon                                                                | 3 – 1                                                                | Angola                                                               | Qual. Coppa d'Africa 2000                                            | -1                                                                   |                                                                      |
| 20-06-1999                                                           | Les Avirons                                                          | Mauritius                                                            | 2 – 2                                                                | Gabon                                                                | Qual. Coppa d'Africa 2000                                            | -2                                                                   |                                                                      |
| 06-01-2000                                                           | Il Cairo                                                             | Egitto                                                               | 4 – 0                                                                | Gabon                                                                | Amichevole                                                           | -1                                                                   | 46’                                                                  |
| 23-01-2000                                                           | Kumasi                                                               | Sudafrica                                                            | 3 – 1                                                                | Gabon                                                                | Coppa d'Africa 2000                                                  | -3                                                                   |                                                                      |
| Totale                                                               |                                                                      | Presenze                                                             | 25                                                                   |                                                                      | Reti                                                                 | -30                                                                  |                                                                      |

## Palmarès

### Club

#### Competizioni nazionali
- Campionato gabonese di calcio: 2

FC 105 Libreville: 1998, 1999